# Таламелло
Таламелло (итал. Talamello) —  коммуна в Италии, располагается в регионе Эмилия-Романья, в провинции Римини.
Население составляет 1118 человек (2008 г.), плотность населения составляет 106 чел./км². Занимает площадь 11 км². Почтовый индекс — 61010. Телефонный код — 0541.
Покровителем коммуны почитается святой Лаврентий, празднование 10 августа.

## Демография
Динамика населения:

## Администрация коммуны
- Официальный сайт: https://web.archive.org/web/20100724061318/http://www.comune.talamello.pu.it/